# Al-Jarmuk (Ar-Rakka)
Al-Jarmuk – miejscowość w Syrii, w muhafazie Ar-Rakka, w dystrykcie Ar-Rakka. W 2004 roku liczyła 3221 mieszkańców.